# Markovich Mónika
Markovich Mónika (Budapest, 1982 —) magyar hárfaművész és hárfatanár, kiváló minősítésű diplomáját 2010-ben szerezte a budapesti Liszt Ferenc Zeneművészeti Egyetemen. Leginkább kamarazenészként aktív, 2 albuma jelent meg.

## Tanulmányok
Mónika zene iránti érdeklődése már kisgyermek korában megmutatkozott, de csak 9 évesen kezdett el hivatalosan zongorázni. 17 éves korában szeretett bele a hárfába, ami olyan nagy hatást gyakorolt rá, hogy rövidesen bekerült a Weiner Leó Zeneművészeti Szakközépiskolába. Ez idő alatt 3. helyezést nyert az I. Országos Szakközépiskolai Hárfaversenyen. Három év konzervatóriumi tanulmány után Mónika sikeresen felvételt nyert két intézménybe is: a bécsi Zeneművészeti Egyetemre (Universität für Musik und darstellende Kunst Wien) és a budapesti Liszt Ferenc Zeneművészeti Egyetemre. Egy évet Bécsben tanult, majd visszatért Budapestre, ahol a Zeneakadémián Vigh Andreánál folytatta tanulmányait. Zeneakadémistaként több nemzetközi hárfaversenyen indult és számos mesterkurzuson vett részt. Utolsó évét az Erasmus-program ösztöndíjasaként a brüsszeli Királyi Konzervatóriumban (Koninklijk Conservatorium Brussel) végezte.
Diplomakoncertje a Müpa-ban került megrendezésre.